# Pyrrhiades
Pyrrhiades là một chi bướm ngày thuộc họ Bướm nâu.

## Các loài
- Pyrrhiades lucagus (Cramer, [1777])